# Irsko na Letních olympijských hrách 2016
Irsko se účastnilo Letní olympiády 2016.

## Medailisté
| Medaile | Jméno                         | Sport     | Soutěž                    |
| ------- | ----------------------------- | --------- | ------------------------- |
| Stříbro | Gary O'Donovan Paul O'Donovan | Veslování | Muži dvojskif lehkých vah |
| Stříbro | Annalise Murphyová            | Jachting  | Ženy Laser Radial         |